# Gouaux-de-Larboust
Gouaux-de-Larboust è un comune francese di 52 abitanti situato nel dipartimento dell'Alta Garonna nella regione dell'Occitania.

## Società

### Evoluzione demografica
Abitanti censiti